# Athysanopsis salicis
Athysanopsis salicis är en insektsart som beskrevs av Matsumura 1905. Athysanopsis salicis ingår i släktet Athysanopsis och familjen dvärgstritar. Inga underarter finns listade i Catalogue of Life.